# Guignolet
Guignolet (Crème de Cerises) ist ein traditionell in Frankreich hergestellter Frucht-Likör mit etwa 18 % Alkoholgehalt und zählt zu den französischen Likörspezialitäten.

## Herstellung
Pro Liter Likör werden etwa 200 Gramm frische Kirschen in Ethanol landwirtschaftlichen Ursprungs eingemaischt und mazeriert. Dies sorgt für ein intensives Aroma. Ursprünglich wurden schwarze Herzkirschen (Prunus avium subsp. juliana) frz. Guigne noire als sehr farbkräftige Sorte, oder auch Griottes, die ebenfalls zur Art Prunus avium gehören, zur Herstellung verwendet. Der Kirschlikör hat eine natürliche rote Farbe und duftet intensiv fruchtig. Es darf kein Farbstoff hinzugefügt werden. Das Hinzufügen von Aromen natürlicher Herkunft und naturidentischen Aromakomponenten ist erlaubt.

## Verkehrsbezeichnung
Für den Binnenmarkt der EU bestimmt die EU-Spirituosenverordnung, dass Liköre, die durch Mazeration von Sauerkirschen oder Kirschen (Prunus cerasus oder Prunus avium) in Ethylalkohol landwirtschaftlichen Ursprungs gewonnen werden und einen Mindestalkoholgehalt von 15 Volumenprozent aufweisen so oder „češnjevec“ heißen. Eine Mindestmasse oder -frische eingesetzter Früchte ist nicht bestimmt.